# Cécile Aubry
Cécile Aubry (Párizs, 1928. augusztus 3. – Dourdan, 2010. július 19.) francia színésznő, író, forgatókönyvíró, rendező.

## Fiatalkora
Táncolni tanult és színpadi tanulmányokat folytatott. 1947-től főként szerelmes szerepkörben filmezett. 1948-ban 20th Century Foxnál kezdte pályáját. Férjhezmenetele után ritkán szerepelt filmekben. Poly című képeskönyve 1969-ben magyarul is megjelent. Az 1960-as években a francia televízió gyermekműsorai számára rendezett.

## Munkássága
Kirobbanó sikert, nemzetközi elismerést aratott a Manon (1949) modernizált változata címszerepében. Ezt az alakítást Velencében a fesztiválon is jutalmazták. Érdekes, kissé egzotikus arcvonású művész, lényében sok erotikus vonás volt. Ismert gyermekkönyv-illusztrátor, és jónevű grafikus is volt. Alkotásai közül három gyermekműsorát, a Poly-t, (1961) a Belle és Sebastiane-t (1965) és a Sebastiane az emberek között című sorozatot Magyarországon is vetítették. A két előbbi filmsorozat a gyermeklélek ismeretéről, fordulatos cselekménybonyolításról, a műfaj biztos ismeretéről vall.

## Magánélete és halála
Férje Si Brahim El Glaoui marokkói herceg volt. Fia, Mehdi El Glaoui (1956) francia színész.
2010. július 19-én hunyt el tüdőrákban.

## Magyarul
- Poly. Regény; ford. Széll Jenő; Móra, Bp., 1969 (Sirály könyvek)
- Belle és Sébastien; ford. Xantus Judit; Móra, Bp., 1981
- Virginie Jouannet írta Nicolas Vanierː Belle és Sébastien. Cécile Aubry regénye alapján; ford. Balla Katalin; Móra, Bp., 2013

## Filmjei
- Manon (1949)
- A fekete rózsa (1950)
- Poly (1961)
- Belle és Sébastien (1965, 2013)